# Судзаки, Ая
Ая Судзаки (яп. 洲崎 綾 Судзаки Ая, род. 25 декабря 1986 года, префектура Исикава) — японская сэйю и певица. Работает в агентстве I’m Enterprise. Наиболее известна по ролям Тамако Китасиракавы и Мако Манкансёку из аниме-сериалов Tamako Market и Kill la Kill соответственно. На девятой церемонии Seiyu Awards 2015 года была награждена как лучшая начинающая актриса.
31 декабря 2019 года Ая сообщила, что вышла замуж за сценариста Такаси Ифукубэ.

## Работы и роли

### Аниме-сериалы
2010 год
- «Бакуман» — Мисао Аманэ

2012 год
- Aikatsu! Idol Katsudou! — Микуру Нацуки
- To Love-Ru — студентка, ученица
- «Чудовище за соседней партой» — ученица

2013 год
- Da Capo III — Накаяма
- Kin-iro Mosaic — ученица
- Kill la Kill — Мако Манкансёку
- Kotoura-san — продавщица
- Little Busters! — Юми
- Ore no Kanojo to Osananajimi ga Shuraba Sugiru — Рин Кавати (13-я серия), официантка (8-я серия)
- Phi Brain: Kami no Puzzle — Ноно
- Ro-Kyu-Bu! — Хиираги Такэнака
- Senki Zesshou Symphogear — диктор (серии 4—5)
- Tokurei Sochi Dantai Stella Jo-Gakuin Koutou-ka Shiikyuubu — Кадзуха (серии 10—13)
- Tamako Market — Тамако Китасиракава
- To Aru Kagaku no Railgun — Рико Такицубо
- «Бакуман» [ТВ-3] — Кэйко Нака
- «Нахальный принц и кошка-несмеяна» — Мория
- «Ну не может моя сестрёнка быть такой милой» — Альфа (1-я серия), Ран-тин (10-я серия)
- «У меня мало друзей» [ТВ-2] — Гяру

2014 год
- Girl Friend Beta — Куруми Это
- Gokukoku no Brynhildr — Кана Татибана
- Kenzen Robo Daimidaler — Ликанц Сиберри
- Magi: The Kingdom of Magic — Марга
- Robot Girls Z — Посес О2
- Rokujouma no Shinryakusha!? — Сидзука Касаги
- Trinity Seven — Селина Шерлок
- «Рыцари „Сидонии“» — Сидзука Хосидзиро

2015 год
- Ansatsu Kyoushitsu — Каэдэ Каяно
- Classroom Crisis — Цубаса Ханаока
- Houkago no Pleiades — друг Аой
- Idolmaster: Cinderella Girls [ТВ-1 и 2] — Минами Нитта
- Kantai Collection — Акацуки, Хибики, Икадзути, Инадзума, Могами
- Kyoukai no Rinne — Рика
- Suzakinishi the Animation — Ая Судзаки (камео)
- «Рыцари „Сидонии“» [ТВ-2] — Сидзука Хосидзиро, Цумуги Сирауи

2016 год
- Ansatsu Kyoushitsu [ТВ-2] — Каэдэ Каяно
- Bernard Jou Iwaku. — Сумика Хасэгава
- D.Gray-man Hallow — Эмилия Галмар
- Fudanshi Koukou Seikatsu — Руми Нисихара
- Kyoukai no Rinne [ТВ-2] — Рика
- Phantasy Star Online 2: The Animation — Кори (5-я серия)
- Lostorage Incited Wixoss — Донна
- «Нелюдь» [ТВ-1 и 2] — Эрико Нагаи

2017 год
- ACCA: 13-ku Kansatsu-ka — Эйдер

2019 год
- Miru Tights — Хоми Моэги[4]

2020 год
- Assault Lily Bouquet — Ити Танака

### OVA
- Kami nomi zo Shiru Sekai: Magical Star Kanon 100 % (2013) — Кодзуэ
- Inui-san! (2014) — Руруми Усаги
- Kill la Kill (2014) — Мако Манкансёку

### Анимационные фильмы
2014 год
- Gekijouban Aikatsu! Idol Katsudou! — Микуру Нацуки
- Tamako Love Story — Тамако Китасиракава

2015 год
- Ajin: Shoudou — Эрико Нагаи
- Gekijouban Sidonia no Kishi — Сидзука Хосидзиро
- Harmony — Киан Рэйкадо

2016 год
- Ajin: Shoutotsu — Эрико Нагаи
- Ajin: Shougeki — Эрико Нагаи

### Drama CD
- Imouto ga ou Sugite Nemurenai — Исариби
- Benichidori no Hanakotoba — Тидори Такасаки

### Видеоигры
- Idolmaster: Cinderella Girls (2011) — Минами Нитта
- Akiba’s Trip 2 (2013) — Нана
- Kantai Collection (2013) — Аоба, Могами, Хосё, сёстры Акацуки
- Guilty Gear Xrd (2014) — Эльфет Валентайн
- Zeruda Musou (2014) — Прокси
- Hyper Galaxy Fleet (2015) — Идзуми Симамото
- Valkyrie Drive (2015) — Ринка Кагурадзака
- Flowers — Le volume sur Ete - (2015) — Тидори Такасаки[5]
- Flowers — Le volume sur Automne- (2016) — Тидори Такасаки[5]
- Flowers — Le volume sur Hiver- (2017) — Тидори Такасаки[5]
- Genshin Impact (2020) — Саю